# Vrävarna
Vrävarna är ett svenskt könsrockband från Borås som startade 1984. Under 1980-talet gav de ut två kassetter eftersom de inte hade pengar till några vinylskivor. Första pressningarna gav Vrävarna ut själva men andra pressningarna gavs ut av skivbolaget "Delirium Tremens". Under 1990-talet gav Vrävarna ut sin första singel "Runka med kondom". Denna hamnade på top 10-listan över flest sålda singlar i sjuhäradsbygden, vilket resulterade i att Radio Sjuhärad spelade den i radio. Detta är första och hittills enda kända gången Vrävarna spelats i radio.[källa behövs]
Då Vrävarna alltid spelat för att de tycker att det är kul och aldrig tagit mer än reseersättning i gage har bandets ekonomi alltid varit dålig. Den påföljande "Sug Vröv" var därför sponsrad av Mike. När skivbolaget Äggtapes ville ge ut Vrävarna 1995 kunde Vrävarna för första gången ge ut en fullängds-CD, "Animalsexuell".
Efter "Animalsexuell" sprack gruppen, men några bandmedlemmar återupptog bandet och gav ut ytterligare tre fullängdsalbum under namnet Vrövarna, "I guds namn", "Heavy Metal Vrövhål" och samlingsalbumet "Ultamate Vröv Collection".  Några nya låtar och några gamla inspelningar med de gamla bandmedlemmarna blandades på skivorna.
Våren 2008 aktiverades bandet igen.

## Medlemmar
Originalmedlemmar
- Ruben – sång
- Djuret – trummor, sång
- Haren – basgitarr
- Dan – gitarr

Nuvarande medlemmar
- Mikael "Ruben" Rydberg – sång
- Thomas "Djuret" Sjölander – trummor
- Martin Johansson – basgitarr
- Mattias Hager – gitarr
- Andreas Strandh – gitarr

Andra medlemmar
- Skåra – gitarr
- Pedda – basgitarr
- Sebastian – basgitarr
- Sado – gitarr
- Jens – gitarr
- Janne-Banan – gitarr
- Mattias Hager – basgitarr, trummor

## Diskografi
- 1988 - Vröv (Tape)
- 1989 - Bögen är lös (Tape)
- 1992 - Runka med Kondom (7")
- 1994 - Sug Vröv! (CD:s)
- 1995 - Animalsexuell (CD)
- 1996 - I Guds Namn (CD:s)
- 1998 - Heavy Metal Vrövhål (CD)
- 2005 - Ultimate Vröv Collection (2 CD)
- 2009 - Knull Ull (CD)